# 旅顺口区
旅顺口区，是中华人民共和国辽宁省大连市的一个市辖区，原为旅大市下辖的旅顺市。面积506平方公里，区人民政府驻水师营街道小南村。旅顺经济开发区在本区西部。该区也是北海舰队驻扎地。
该区位于辽东半岛最南端，东临黄海、西濒渤海，南与山东半岛隔海相望，距大连市区45公里。旅顺口区是国家级风景名胜区、国家级自然保护区、国家级森林公园。境内有举世闻名的天然不冻港——旅顺港，为京津海上门户和东北的天然屏障。新开辟的旅顺新港是沟通辽东半岛和山东半岛的“黄金水道”。
南部的旅顺港是北太平洋地区的重要海军基地，最早由清朝开始营建。后先后为沙俄、日本和苏联所占。闻一多的《七子之歌》中，旅顺口即是七子之一。
在中日甲午战争（1894年－1895年）中，旅顺被日军攻占。旅順大屠殺在此发生，可能有近萬人遇害，但最終東北被俄國侵入而被迫撤出。後來此地發生易手之爭，這次換日本在旅順會戰中遭遇慘重損失，陣亡總數達到六萬人之多。而戰後始在引進外資與城市規劃下，旅順從原本的一個軍事要地，人口增加並開始出現繁榮的工商業，逐漸發展成現在的大連都會圈。

## 历史

### 古代
- 漢朝稱作牧羊城；
- 三國稱作沓渚或遝津；
- 晋朝称作马石津；
- 唐代称作都里镇；
- 元代命名狮子口，现在旅顺军港公园有醒狮雕塑；
- 明代是隶属于金州卫的一个海防哨所，称为金州中左所。明朝取“旅途顺利”之意，命名此地为“旅顺口”。

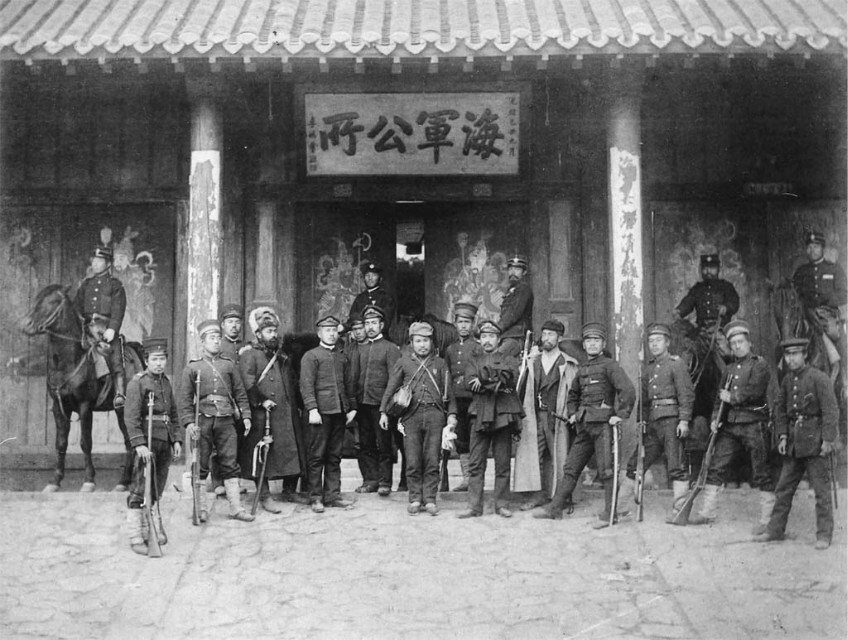
日军攻占旅顺后，在海军公所合影

### 北洋舰队
旅顺口曾设旅顺口水师营。在近代，则成为著名的海軍基地，西方人称之为“亚瑟港（英語：Port Arthur)”。1880年代，李鸿章在此初步將一個軍港設置完成，打算繼續建成北洋舰队的主要基地。现北海舰队五个军用港口，都在旅顺军港内。

### 旅顺大屠杀

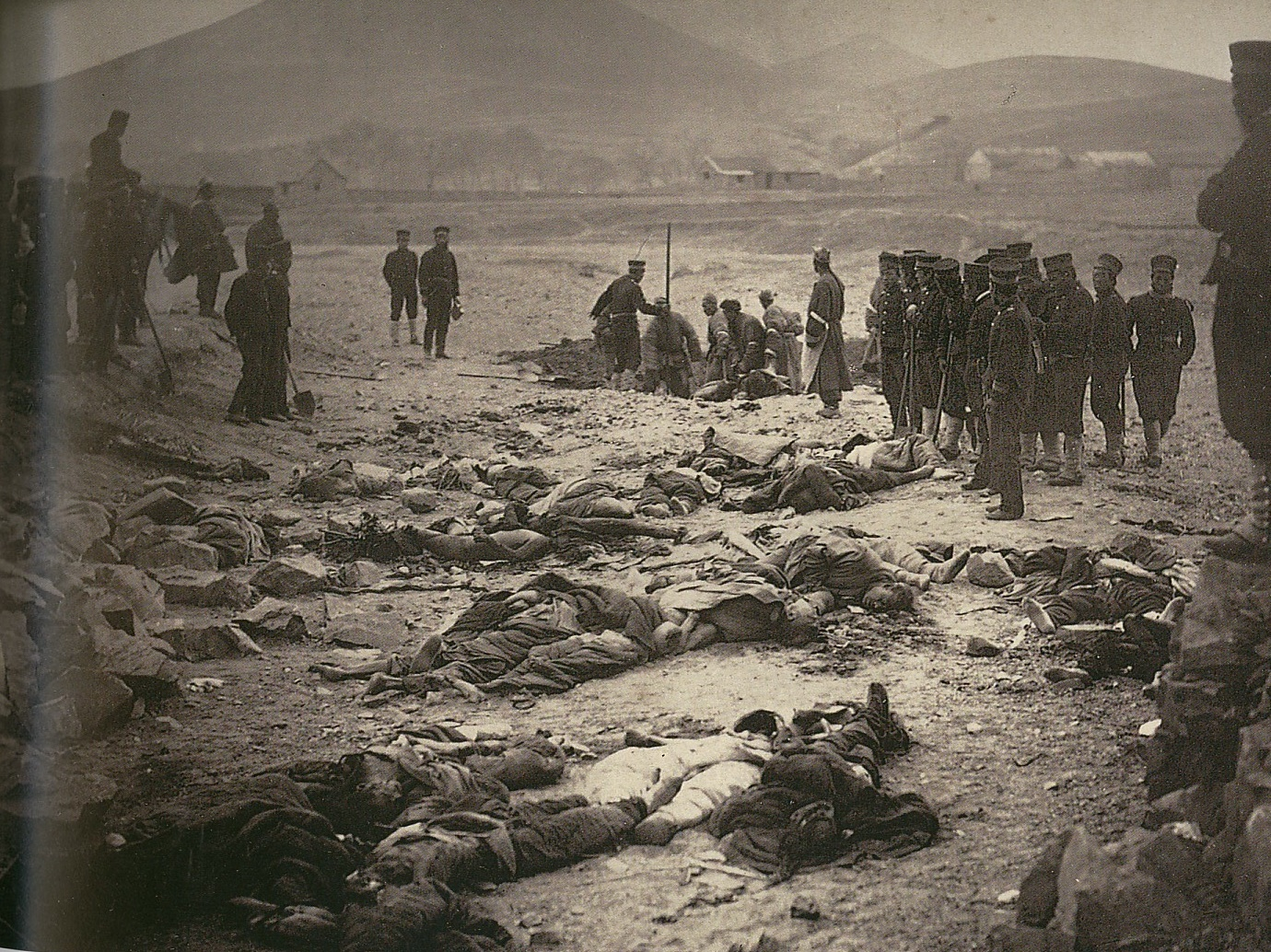
日本摄影师龟井兹明拍摄的旅顺大屠杀

在中日甲午战争（1894年－1895年）中，旅顺被日军攻占。旅順大屠殺在此发生。日軍於1894年11月21日攻陷旅順中心後，對聚落內常住居民連續四天進行殺戮，號稱超過二萬人遇害，屠殺過後村莊裡僅剩三十六人被迫留下埋葬居民屍體，遇難者葬於白玉山東麓的安葬崗，今稱「萬忠墓」。
按照马关条约，清朝割让包括旅顺在内的辽东半岛给日本。此举引发其他列强的睽觑。在俄国、德国、法国等国的斡旋下（“三國干涉還遼”），日本同意由清政府出钱赎回辽东半岛。

### 俄国租借时期
1898年3月27日，沙俄以干涉还辽有功，迫使清政府与之签订了《旅大租地条约》，规定沙俄租借军港旅顺口、商港大连湾25年。稍后又于当年5月7日，再次迫使清政府与之签订《旅大租地续约》。1900年，义和团事变中，俄国占领了东北全境。1903年，从哈尔滨到旅顺、纵贯整个满洲的东清铁路南满支线全部完工。俄国租借旅顺的7年期间，给旅顺留下了一小批俄国风格的建筑。旅顺也因经营多年，從邊陲軍事要地发展为功能齊全的小城鎮，全地區移入的常住人口也首次錄得超过了1万人。

### 日俄战争和日本占领时期
俄国抢占日本通过马关条约获得的利益，独占满洲，并进而威胁朝鲜，引发日本强烈不满，日本受此羞辱，卧薪尝胆，富国强兵。1902年又缔结了英日同盟。1904年2月8日日军偷袭旅顺口，日俄战争（1904年－1905年）爆发。经过为期五个月的旅顺口攻城战后，日军幾波強攻要塞導致將士被殺得死傷慘痛，幾萬日本人屍體遍佈整個郊區，才夺取下旅顺口军港。此后至1945年8月，旅顺港就一直由日本占领，不過期間開始初步有了規劃，西式建築林立進行城市化，而流入的移民與資金使得經濟成就斐然，從小城發展為港都，總數突破130萬人。

### 苏俄再次占领时期
第二次世界大战结束的1945年，根据雅尔塔协定，旅顺港由苏联占用。八月风暴行动后，苏军占领旅大地区。同年11月25日，设置旅顺市政府。中华民国政府在1947年，核准设置旅顺市，属辽宁省。但中华民国政府始终未能接管这一地区。此地实质由苏联和中国共产党管辖。中国共产党获得苏联的支持，由此在旅顺口建立起后方基地，是第二次国共内战初期，中国共产党在东北地区唯一可以使用的港口。期间，中国共产党开辟了从旅顺港途经朝鲜半岛至山东荣成俚岛的运输线，将武器、粮食由东北解放区运至山东半岛，影响了华东、华北地区的战局。
1949年6月，中华民国政府实行关闭政策，封锁大陆沿海港口时，避开了旅顺港。1949年10月，中华人民共和国成立，成为苏联为首的东方阵营一员。

### 中华人民共和国时期
1950年2月，中国政府和苏联政府签订《中苏友好同盟互助条约》的同日，签订《关于中国长春铁路、旅顺口及大连的协定》。协议约定在1952年底撤出旅顺口，而随着朝鲜战争爆发，地区局势日趋紧张。当时，中国海军尚无力量守卫旅顺港，見蘇軍還在只得作罷。1952年9月15日，中苏政府交换《关于延长共同使用中国旅顺口海军基地期限的换文》。1954年，苏联換了领导人赫鲁晓夫上台，决定将旅顺口交还中国。1955年初开始交接，中国方面，由此设立海军旅顺基地。5月，两国完成交接，月底12万苏军終於撤离。
1960年前，属旅大市。1960年1月18日，中国国务院撤消旅顺市，设旅顺口区。旅大市改为大连市后，仍属之。当时有三条公路连接大连市。

## 地理
- NASA拍摄的旅顺口区卫星图
- 1901年的港區
- 1904年的旅顺口区
- 旅顺港
- 清代海防砲
- 旅顺军港
- 旅顺西站
- 旅顺博物馆
- 白玉山塔

### 地形
旅顺口区位于辽东半岛最南端，属大连市辖区。东临黄海、西濒渤海，南与山东半岛隔海相望，北依大连，距大连市区45公里。
面积：陆地南北纵距26.1公里，东西横距31.2公里，总面积506.8平方公里，海岸线长169.7公里。
地势：全境属长白山余脉构成的沿海丘陵地带，东高西低，平均海拔140米，地形构成为六丘半水三分 半田。共有山丘292座，最高老铁山海拔465.6米，直临黄渤海分界线，被称为辽宁的“天涯海角”。境内河流多为间歇性小河。农田耕地多处在15度左右 的缓坡上，少量在丘陵间盆地或沿海河谷地带。

### 气候
温带季风气候，四季分明，冬夏长、春秋短，日光充足，雨量适中。

## 行政区划
旅顺口区下辖10个街道和2个类似乡级单位：登峰街道、得胜街道、水师营街道、龙王塘街道、铁山街道、双岛湾街道、三涧堡街道、长城街道、龙头街道、江西街道、大连奶牛场和龙头分园。

## 交通
- 201国道终点、 202国道终点。

## 教育
- 辽宁对外经贸大学

## 人口
2007年，全区共有居民82,627户，比上年增加1,468户；户籍人口208,874人，增加1,255人，其中，男性103,504人，女性105,370人，人口性别比为98.23：100（女性人口为100）。与上年相比，青少年人口比重下降2.7个百分点，老年人口比重上升0.6个百分点；迁入人口2,654人，迁出人口305人，人口机械增加2,349人；非农业人口141,188人，比上年净增8,859人，城市化率由63.7%推进到67.6%。
根據第七次人口普查數據，截至2020年11月1日零時，旅順口區常住人口355427人。

## 经济
初步核算，2007年全区生产总值完成92.5亿元，按现行价格计算，比上年增长23.3%。三次产业的比例为9.2%、48.5%、42.3%。人均地区生产总值，按户籍平均人口计算为44,430元，按年末汇率测算达到6,000美元，比上年增长29.6%。

### 特产
大连虾片：国家地理标志产品。旅顺口区是中国虾片生产加工最集中的区域，大连地区所有出口虾片备案企业全部集中在这里。

## 旅游
旅顺，作为世界近代史中一个比较著名的地方，也吸引了大量国内外游客观光，旅顺每年春季以盛开的樱花、白玉兰而闻名。
全国重点文物保护单位：中苏友谊纪念塔、旅顺日俄监狱旧址、万忠墓、关东厅博物馆旧址（现旅顺博物馆）、南子弹库旧址、旅顺船坞旧址、老铁山灯塔、关东州总督府旧址、旅顺红十字医院旧址、关东州厅旧址以及侵华日军关东军司令部旧址。
其它景点有：
- 龙王塘樱花园
- 白玉山
- 203高地
- 东鸡冠山日俄战争遗址（东鸡冠山北堡垒）
- 电岩炮台
- 水师营会见所遗址
- 老铁山温泉
- 蛇岛自然博物馆
- 世界和平公园
- 烟大火车轮渡港旅游景区
- 苏军烈士陵园，纪念日俄战争和苏联驻扎旅大期间阵亡的俄国和苏联军人。
- 旅顺日俄战争陈列馆（日语：旅順日露戦争陳列館） - 临接东鸡冠山北堡垒。

### 旧建筑名称变迁
| 俄占时期                     | 日占时期                   | 今名                               |
| 旧市街：                     | 旧市街：                   | 旧市街：                           |
| ---------------------------- | -------------------------- | ---------------------------------- |
| （不明）                     | 旅顺市役所                 | 原址已不存，今为大商新玛特超市     |
| 普希金小学                   | 旅顺民生署                 | 海军试验试航接待站                 |
| （不存在）                   | 朝鲜银行旅顺支店           | 中国工商银行旅顺支行               |
| （不存在）                   | 旅顺第一小学校             | 由海军占用                         |
| 赤十字病院                   | 旅顺病院医学专门学校       | 由海军占用（旅顺口区医院北口）     |
| （不存在）                   | 关东高等法院               | 关东高等法院遗址（旅顺口区医院内） |
| 旅顺监狱（灰砖部分）         | 旅顺监狱（扩建的红砖部分） | 日俄监狱旧址博物馆                 |
| （不存在）                   | 丹麦路德教会               | 基督教旅顺礼拜堂                   |
| （不存在）                   | 表忠塔                     | 白玉山塔                           |
| （不存在）                   | 朝日广场                   | 友谊公园                           |
| 新市街：                     |                            |                                    |
| （不明）                     | 日本桥                     | 解放桥                             |
| 俄罗斯海兵团                 | 旅顺工科大学               | 海军四〇六医院                     |
| （不明）                     | 旅順高等學校               | 由海军占用（司令部）               |
| 德国富商宅邸                 | 旅顺（第一）中学校         | 由海军占用（斯大林路58号）         |
| 狙击兵第十连队下士集会所     | 旅顺第二小学校             | 大连市五十六中学                   |
| 俄籍华人、富商纪凤台的商店   | 旅顺大和旅馆               | （一层为商店，二层为旅馆）         |
| （不明）                     | 旅顺高等向学堂第二中学校   |                                    |
| 照相馆、市政府、俄罗斯料理店 | 旅顺高等女学校             | 海军宿舍                           |
| （不明）                     | 后乐园                     | 旅顺博物馆内公园                   |
| （不明）                     | 扶桑町                     | 洞庭街                             |